# Кисель, Александр Андреевич
Александр Андреевич Ки́сель (19 (31) августа 1859, Киев — 8 марта 1938, Москва) — педиатр, доктор медицины, заслуженный деятель науки РСФСР (1933).

## Биография
Родился в Киеве. Происходил из местной украинской семьи, с давних времен проживавшей в Киеве.
В 1883 году после окончания медицинского факультета Киевского университета в течение семи лет работал в Санкт-Петербурге: в клинике детских болезней Императорской военно-медицинской академии и позднее — патологоанатомом в прозекторской Санкт-Петербургского воспитательного дома.
В 1887 году защитил в Военно-медицинской академии докторскую диссертацию «К вопросу о патолого-анатомических изменениях в костях растущих животных под влиянием минимальных доз фосфора». В 1890 году переехал в Москву; работал в детской больнице Святой Ольги (впоследствии — 1-я туберкулёзная больница). С 1892 года был приват-доцентом Московского университета, из которого он ушёл в 1910 году. С 1910 года — преподаватель, а затем профессор и директор детской клиники Высших женских курсов (возглавлял её 24 года).
Киселю принадлежит целый ряд работ по ревматизму, малярии, острым детским инфекционным заболеваниям (скарлатине, дизентерии), инфекционной желтухе, по клинике туберкулёза и др. В своей научной и практической деятельности он уделял огромное внимание профилактике заболеваний. Пропагандировал улучшение бытовых условий детей, создания для них правильного режима и питания. Пропагандировал проведение противотуберкулёзных прививок новорождённым вакциной БЦЖ. Он — организатор ряда съездов и конференций по педиатрии. Был бессменным председателем Московского общества детских врачей (1889—1913).
Профессор кафедры акушерства, женских и детских болезней при клинике медицинского факультета МГУ (1925-?).
Научный руководитель Центрального института охраны здоровья детей и подростков (1927).
Кисель создал учение о хронической туберкулёзной интоксикации у детей. Организовал первую в СССР Детскую ревматическую клинику, которой руководил с 1934 года до конца жизни.
Своей энергичной общественной и организационной работой в области детского здравоохранения А. А. Кисель значительно содействовал улучшению качества профилактической и лечебной помощи детям в СССР.
У Киселя было большое число учеников. Например: профессор С. И. Федынский (1876—1926) и профессор А. А. Колтыпин (1883—1942); первый много сделал для расширения знаний в области физиологии и патологии детей грудного возраста, труды второго и его помощников посвящены изучению острых детских инфекций.
Скоропостижно скончался 8 марта 1938 года в Москве.

## Сочинения
- Очерки современного состояния русских курортов: (Черноморское побережье и Кавказ. — М.: товарищество типографии А. И. Мамонтова, 1913. — 82 с.
- Труды заслуженного деятеля науки профессора А. А. Киселя, т. 1‒2, М. ‒ Л., 1940—1949.
- Избранные труды. — М., 1960.